# Wenceslao III de Bohemia
Wenceslao III Premyslid (en checo y eslovaco Václav III, alemán: Wenzel III, húngaro Vencel, polaco Wacław, serbocroata: V(j)enceslav III/В(j)eнцeслав III o Vaclav III/Вацлав III), (6 de octubre de 1289-4 de agosto de 1306, Olomouc, Moravia, al este de la actual República Checa) fue vigesimocuarto Rey de Hungría (1301-1305), rey de Bohemia (1305-1306) y rey de Polonia (1305-1306).

## Biografía

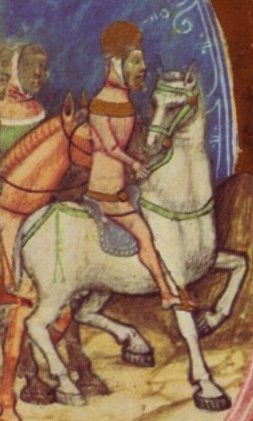
Wenceslao III. Imagen de la Crónica Ilustrada Húngara.

Wenceslao III nació en 1289 junto a su hermana gemela Inés (1289-1296), como hijos del rey Wenceslao II de Bohemia (también rey de Polonia) y de su esposa Judit de Habsburgo, hija de Rodolfo I de Habsburgo.
Wenceslao II de Bohemia reclamó el trono húngaro, puesto que su abuela paterna era Constancia, hija del rey Bela III de Hungría. Sin embargo, preparó a su pequeño hijo Wenceslao (III) para asumir la corona. Anteriormente, los reyes de Bohemia y Hungría se habían esforzado por estrechar sus relaciones políticas, y una de las estrategias fue comprometer en matrimonio en febrero de 1298 al pequeño Wenceslao con la beata Isabel de Hungría la virgen, hija del rey Andrés III de Hungría y Fenenna de Polonia, pero el matrimonio nunca se consumó.
A la muerte de Andrés III en 1301 sin herederos varones, su padre llevó a Wenceslao al reino húngaro para ser coronado como rey de Hungría por estar el trono vacante, ya que su abuela paterna era Cunegunda, nieta del rey Bela IV. Wenceslao fue coronado a la edad de 12 años, y si bien legalmente fue rey húngaro, su poder era muy débil.
Wenceslao reinó en Hungría con el nombre de Ladislao V, pero en la Historia húngara no se le conoce por tal, sino por su nombre checo. Fue apoyado por los barones húngaros Mateo Csák, Juan Kőszegi y Amadeo Aba, los cuales regían grandes territorios y se enfrentaban al otro pretendiente al trono, Carlos Roberto, quien había sido coronado rey de Hungría escasos meses antes de Wenceslao.
Ese mismo año llegó el cardenal Nicolás Boccassini, enviado del Papa Bonifacio VIII, con la misión de persuadir a los nobles húngaros de que el candidato más apropiado para la corona era Carlos Roberto de Anjou-Sicilia, heredero por vía paterna de la Casa de Árpad, que contaba con más poder y experiencia que el muy joven Wenceslao. Así pues, en 1303, el Papa reconoció a Carlos Roberto como rey húngaro, lo que motivó que Wenceslao II de Bohemia y su joven hijo, el "nuevo" rey húngaro, se retiraran a su patria, sintiendo que no era seguro permanecer en Hungría.
Luego de un muy breve reinado, Wenceslao ya en suelo bohemio renunció al trono húngaro en 1305. Sin embargo, la corona no le fue dada a Carlos Roberto, sino a Otón III duque de Baviera, hijo de Isabel de Hungría, hija del fallecido rey Béla IV de Hungría.

## Rey de Bohemia y de Polonia
Cuando su padre murió el 21 de junio de 1305, heredó los tronos de Bohemia y Polonia. Poco popular en Bohemia, también se enfrentó a una fuerte oposición en Polonia, liderada por Ladislao I el Breve y Enrique III de Glogovia. Además, no recibe apoyo del papa Bonifacio VIII. Ladislao el Breve, con la ayuda de los húngaros, tomó el control de la Pequeña Polonia mientras Enrique de Glogovia se apoderaba de la Gran Polonia. El 8 de agosto de 1305, a cambio de la región de Meissen, Wenceslao III cedió la Pomerania de Gdańsk a los margraves de Brandenburgo, para garantizar su apoyo.
Wenceslao III se casó con Viola, la hija de Mieszko de Cieszyn el 5 de octubre de 1305.

## Muerte y sucesión
De camino a Polonia para reclamar la corona, a la cabeza de un ejército, fue asesinado en Olomouc en el palacio episcopal el 4 de agosto de 1306 en circunstancias desconocidas. Con su desaparición, la dinastía de los Premislidas en la línea masculina se extinguió. Su hermana, Isabel (Eliška), heredera de Bohemia, se casó con Juan de Luxemburgo, que asumió el trono bohemio en virtud de dicho matrimonio.
Después de la desaparición de la dinastía checa, Alberto I de Habsburgo proclamó que el reino de Bohemia era solo un feudo del Sacro Imperio Romano Germánico, lo que desencadenó una guerra de 5 años entre los Habsburgo y Enrique de Carintia. En Polonia, aprovechando la situación confusa, Ladislas el Breve se apoderó de Cracovia y accedió al poder, doblegando a los patricios de Cracovia y al obispo Jan Muskata.